# Тчевски окръг
Тчевски окръг (на полски: Powiat tczewski; на кашубски: Dërszewsczi kréz) е окръг в югоизточната част на Поморското войводство, Полша. Заема площ от 697,11 км2.
Административен център е град Тчев.

## География
Окръгът се намира в историческия регион Померелия (Гданска Померания). На север окръга граничи с Гдански окръг, на изток с Малборски окръг, Щумски окръг и Квидзински окръг, на юг с Куявско-Поморското войводство и на запад със Старогардски окръг.

## Население
Населението на окръга възлиза на 115 768 души (2012 г.). Гъстотата е 166 души/км2. Урбанизацията е 67,21%.
Население по-години
- 1999 – 113 815
- 2000 – 114 059
- 2001 – 114 505
- 2002 – 111 973
- 2003 – 112 187
- 2004 – 112 414

## Административно деление
Административно окръгът е разделен на 6 общини (гмини).
Градска община:
- Тчев

Градско-селски общини:
- Община Гнев
- Община Пелплин

Селски общини:
- Община Можешчин
- Община Субкови
- Община Тчев

## Фотогалерия
- Гнев
- Пелплин
- Тчев